# Aberdeen (North Carolina)
Aberdeen is een plaats (town) in de Amerikaanse staat North Carolina, en valt bestuurlijk gezien onder Moore County.

## Demografie
Bij de volkstelling in 2000 werd het aantal inwoners vastgesteld op 3400.
In 2006 is het aantal inwoners door het United States Census Bureau geschat op 5052, een stijging van 1652 (48,6%).

## Geografie
Volgens het United States Census Bureau beslaat de plaats een oppervlakte van
16,0 km², geheel bestaande uit land.

## Plaatsen in de nabije omgeving
De onderstaande figuur toont nabijgelegen plaatsen in een straal van 12 km rond Aberdeen.